# Superhero - Il più dotato fra i supereroi
Superhero - Il più dotato fra i supereroi (Superhero Movie) è un film parodia del 2008 scritto, diretto, ideato e co-prodotto da Craig Mazin.
La trama è principalmente una parodia del film Spider-Man (2002), ma contiene riferimenti anche a molti altri film di supereroi e non.

## Trama
Rick Riker è uno studente che conduce una vita apparentemente normale. Un giorno però, durante una gita scolastica, viene punto da una libellula geneticamente modificata. A seguito di questo incidente acquisisce dei superpoteri: diventa incredibilmente più forte e agile, sviluppa dei riflessi tali da prendere al volo un chiodo sparato a grande velocità e può arrampicarsi sui muri. Il suo corpo diventa inoltre talmente resistente che solo il titanio riesce a scalfirlo. Si ritrova così a combattere il crimine indossando un costume di colore verde e nero e diventando famoso come "l'Uomo Libellula".
Rick non è tuttavia l'unico a impadronirsi di nuovi poteri e presto si trova ad affrontare il suo antagonista: l'Uomo Clessidra, in grado di assorbire l'energia vitale delle persone, incrementando il proprio potere e allungando così la propria vita.

## Produzione
Superhero Movie venne annunciato nel mese di aprile 2006, dopo i risultati al botteghino di Scary Movie 4.
Durante la fase di pre-produzione venne assunto David Zucker come regista e venne stimata una provvisoria data di distribuzione cinematografica, fissata per il 9 febbraio 2007.
Le riprese del film sono cominciate a Los Angeles, California (USA) il 17 settembre 2007.

## Distribuzione
Il film è stato distribuito dalla Metro-Goldwyn-Mayer negli USA il 28 marzo 2008, mentre nel circuito cinematografico italiano è stato distribuito dalla Medusa Film il 16 maggio dello stesso anno.

## Accoglienza

### Incassi
Nel primo fine settimana, ha incassato circa 9,5 milioni di dollari, per guadagnare complessivamente 71538062 $.

### Critica
Il film fu stroncato dalla critica. Su Rotten Tomatoes il film ha una percentuale di gradimento del 16% basato su 51 recensioni con un voto medio di 3.8 su 10. Su Metacritic ha un punteggio di 33 su 100 basato su 14 recensioni.